# Древногръцка митология
Древногръцката митология е съвкупността от митовете, разказвани от древните гърци, а също така жанр от древногръцкия фолклор, днес абсорбиран заедно с римската митология в по-широката дисциплина класическа митология. Темите им са свързани с древногръцката религия и касаят произхода и природата на света; живота и делата на божества, герои и митологични същества; както и произхода и значението на култовите и ритуалните практики в Древна Гърция. Съвременните учени ги изучават, за да хвърлят светлина върху религиозните и политическите институции на Древна Гърция и за да разберат по-добре природата на самото създаване на митове.
Гръцките митове първоначално се разпространяват чрез устно-поетичната традиция, най-вероятно от минойски и микенски певци, започвайки през XVIII век. пр.н.е.; в крайна сметка митовете за героите от Троянската война и нейните последици стават част от устната традиция на епичните поеми на Омир, Илиада и Одисея. Две поеми от почти съвременника на Омир, Хезиод, Теогония и Дела и дни, съдържат разкази за генезиса на света, поредицата от божествени владетели, поредицата от човешки епохи, произхода на човешките страдания и произхода на жертвоприношенията. Митове са запазени и в Омировите химни, във фрагменти от епични поеми от Епическия цикъл, в други лирически поеми, в произведенията на трагедийните и комедийните драматурзи от V век. пр.н.е., в творбите на учени и поети от елинистическата епоха и в текстове от времето на Римската империя от писатели като Плутарх и Павзаний.
Освен действащи лица в разказите в древногръцката литература, картинните изображения на богове, герои и митични случки заемат видно място в украсата на древногръцкото грънчарство, на оброчните дарове и много други артефакти. Украси върху керамика от VIII век пр.н.е. в геометричен стил изобразяват сцени от Епическия цикъл, както и подвизите на Херакъл. В следващите периоди (архаичен, класически и елинистичен) се появяват Омирови и други митологични сцени, допълващи съществуващите литературни сведения.
Гръцката митология е оказала огромно влияние върху културата, изкуствата и литературата на западната цивилизация и остава част от нейното наследство и език. Поети и художници са черпили вдъхновение от гръцката митология от древността до наши дни и са откривали в темите съвременно значение и актуалност.:с. 43

## Извори
Гръцката митология е позната днес предимно от старогръцката литература и изображения върху различни медии, датиращи от геометричния период от ок. 900 пр.н.е.до около ок. 800 пр.н.е..:с. 200 Всъщност литературните и археологическите източници понякога взаимно се допълват, а понякога си противоречат; в много случаи самото съществуване на тези образци е индикация, че много елементи от гръцката митология имат силни фактически и исторически корени.

### Литературни
Митичното повествование играе важна роля в почти всеки жанр на старогръцката литература. Но единственият общ митографски наръчник, оцелял от гръцката Античност, е Библиотеката на Псевдо-Аполодор. Тази творба се опитва да съгласува противоречивите разкази на поетите и е грандиозно обобщение на традиционната гръцка митология и героични легенди.:с. 1 Аполодор от Атина е живял от ок. 180 пр.н.е. до около ок. 125 пр.н.е. и е писал по много от тези теми. Неговите писания може да са послужили за основа на сборника; „Библиотеката“ обаче обсъжда събития, случили се дълго след смъртта му, откъдето идва и името Псевдо-Аполодор.
Сред най-ранните литературни източници са двете епични поеми на Омир, Илиада и Одисея. Други поети са завършили Епическия цикъл, но тези по-късни и по-малко значими стихотворения сега са почти изцяло изгубени. Въпреки името Омировите химни нямат пряка връзка с Омир. Най-старите са хорови химни от по-ранната част на така наречената лирична епоха.:с. 7 Хезиод, възможен съвременник на Омир, предлага в своята Теогония Произход на боговете) най-пълното описание на най-ранните гръцки митове, занимаващи се със сътворението на света, произхода на боговете, титаните и гигантите, както и сложни генеалогии, народни приказки и етиологични митове. Дела и дни на Хезиод, дидактична поема за земеделския живот, включва също митовете за Прометей, Пандора и Петте епохи. Поетът съветва как най-добре да се постигне успех в един опасен свят, направен още по-опасен от боговете.
Лирическите поети често черпят своите теми от митовете, но трактовката им постепенно става по-малко разказвателна и по-алюзивна. Гръцки лирични поети, включително Пиндар, Вакхилид и Симонид, и буколически поети като Теокрит и Бион, разказват отделни митологични случки.:xii Освен това, митът е от основно значение за класическата атинска драма. Трагичните драматурзи Есхил, Софокъл и Еврипид са взели повечето от сюжетите си от митовете за епохата на героите и Троянската война. Много от великите трагични разкази (напр. Агамемнон и децата му, Едип, Язон, Медея и др.) са придобили класическата си форма в тези трагедии. Комедийният драматург Аристофан също използва митове в „Птиците и жабите“.:с. 8
Историците Херодот и Диодор Сицилийски, както и географите Павзаний и Страбон, които пътували из целия гръцки свят и записвали историите, които чували, предоставили множество местни митове и легенди, често давайки малко известни алтернативни версии.:xii Херодот, в частност, изследва различните традиции, с които се е сблъсквал, и открива историческите или митологичните корени в конфронтацията между Гърция и Изтока.:с. 60:с. 22 Херодот се е опитал да съгласува произхода и смесването на различни културни концепции.
Поезията от елинистическата и римската епоха има предимно литературно, а не култово значение. Въпреки това, тя съдържа много важни подробности, които иначе биха били загубени. Тази категория включва произведенията на:
1. Римските поети Овидий, Стаций, Гай Валерий Флак, Сенека и Вергилий с коментара на Сервий.
2. Гръцките поети от късноантичния период: Нонус, Антонин Либералис и Квинт Смирнски.
3. Гръцките поети от елинистическия период: Аполоний от Родос, Калимах, Псевдо- Ератостен и Партений.

Прозаици от същите периоди, които се позовават на митове, са Апулей, Петроний, Лолиан и Хелиодор. Два други важни непоетични източника са Фабулите и Астрономиката на римския писател, наричан Псевдо- Хигин, Имагините на Филострат Стари и Филострат Млади и Описанията на Калистрат.
Накрая, няколко византийски гръцки писатели също предоставят важни подробности за митологията, до голяма степен заимствани от по-ранни, днес изгубени гръцки произведения. Сред тях са Арнобий, Исихий, автор на Суда, Йоан Цеца и Евстатий Катафлор. Те често третират митологията от морализираща християнска гледна точка.

### Археологически
Откриването на микенската цивилизация от немския археолог-любител Хайнрих Шлиман през XIX век и откриването на минойската цивилизация в Крит от британския археолог Артър Еванс през XX век спомагат за обяснението на много съществуващи въпроси относно епосите на Омир и предоставят археологически доказателства за много от митологичните детайли за богове и герои. Доказателствата за митовете и ритуалите на микенските и минойските обекти са предимно монументални, тъй като писмеността Линеар Б е използвана главно за записване на инвентаризации, въпреки че са споменати и някои имена на богове и герои.
Рисунки върху керамика в геометричен стил от VIII век пр.н.е.  изобразяват сцени от Троянския цикъл, както и приключенията на Херакъл. Тези визуални представяния на митовете са важни по две причини. Първо, много гръцки митове са засвидетелствани върху вази по-рано, отколкото в литературните източници: например от дванадесетте подвига на Херакъл в съвременен литературен текст се среща само победата му над Цербер. Второ, визуалните източници понякога представляват митове или митични сцени, които не са описани в нито един съществуващ литературен източник. В някои случаи първата известна поява на даден мит в геометричното изкуство предшества с няколко века първото му известно споменаване в късната архаична поезия. В архаичния (ок. 750 – ок. 500 пр.н.е.), класическия (ок. 480 –323 пр.н.е.) и елинистическия (323 – 146 г. пр.н.е.) периоди се появяват Омирови и различни други митологични сцени, допълващи съществуващите литературни разкази.

## Обзор на митичната история
Гръцката митология се е променяла с течение на времето, за да отрази измененията в културата, и така става указател на промените. Според Гилбърт Кътбъртсън в оцелелите си литературни форми тя е политическа по своята същност.
Древните жители на Балканския полуостров са земеделски народ, който е приписвал дух на всеки аспект на природата – анимизъм. Постепенно тези неясни духове приемат човешки форми и влизат в местната митология като богове.:с. 17 Когато от север нахлуват нови племена, те носят със себе си нов пантеон от богове, основан на завоеванията, силата, бойната доблест. По-старите богове на земеделския свят се смесват с тези на по-могъщите нашественици или пък изчезват.:с. 18
След средата на архаичния период стават все по-чести митовете за връзки между мъжки богове и мъжки герои, което показва паралелното развитие на педагогическата педерастия (παιδικὸς ἔρως). Към края на V век пр.н.е. поетите са приписвали на всеки важен бог, с изключение на Арес, поне един юноша еромен, техен сексуален спътник. Съществуващите преди това митове, като този за Ахил и Патрокъл, също са представяни в подобна светлина.:с. 54 Александрийските поети, а след това и литературните митографи от ранната Римска империя, често преадаптират разкази за гръцки митологични герои по този начин.
Епичната поезия създава последователен разказ и в резултат на това развива ново усещане за митологична хронология. По този начин гръцката митология се превръща във фаза от развитието на света и хората.:с. 11 Въпреки противоречията в тези истории, които пречат на определянето на абсолютна времева линия, може да се определи приблизителна хронология. Така получената митологична „история на света“ се разделя на три или четири по-главни периода:
1. Митовете за произхода или епохата на боговете (Теогонии, „раждания на богове“): митове за произхода на света, боговете и човешката раса.
2. Епохата, когато богове и смъртни свободно се смесват: разкази за ранните взаимоотношения между богове, полубогове и смъртни.
3. Епохата на героите (героична епоха), когато божествената дейност е по-ограничена. Последната и най-велика от героичните легенди е тази за Троянската война и времето след нея (някои изследователи я разглеждат като отделен, четвърти период).[7]:с. 35

Докато епохата на боговете често представлява по-голям интерес за съвременните учени, то древногръцките автори от архаичната и класическата епоха имат ясно предпочитание към епохата на героите, установявайки как е възникнал светът и след това хронологията и летописа на човешките постижения. Например героичните Илиада и Одисея превъзхождат както по размер, така и по популярност, божествено фокусираните Теогония и Омировите химни. Под влияние на Омир култът към героите води до отделяне на царството на боговете от царството на мъртвите (героите), на хтоническото от олимпийското.:с. 205 В Дела и дни Хезиод използва четири човешки епохи (или раси): златна, сребърна, бронзова и желязна. Те са отделни творения на боговете, Златният век принадлежи на царуването на Кронос, а последвалите раси – на Зевс. Присъствието на злото е обяснено с мита за Пандора, когато всички най-добри човешки способности, с изключение на надеждата, са излети от нейния преобърнат съд. В Метаморфози Овидий следва концепцията на Хезиод за четирите епохи.

### Произход на света и боговете
Митовете за произхода или митовете за сътворението представляват опит да се обясни началото на Вселената на човешки език.:с. 10 Най-широко приетата версия по онова време, философско описание на началото на света, е съобщена от Хезиод в неговата Теогония. Той започва с Хаос, зееща празнота. Следва Гея (Земята), „вечно сигурната основа на всичко“, а след това Тартар, „в дълбините на широкопътната Земя“, и Ерос (Любовта), „най-прекрасният сред безсмъртните богове“. Без мъжка помощ Гея ражда Уран (Небето), който след това я опложда. От този съюз се раждат първо титаните – шест мъже: Койос, Крий, Кронос, Хиперион, Япет и Океан; и шест жени: Мнемозина, Феба, Рея, Тея, Темида и Тетида. След раждането на Кронос, Гея и Уран постановяват, че няма да се раждат повече титани. Те са последвани от еднооките циклопи и хекатонхейрите (или сторъките), които са хвърлени в Тартар от Уран. Това разгневява Гея, която кара Кронос („хитрият, най-младият и най-страшният от децата на Гея“) да кастрира баща си. Той го прави и става владетел на титаните със съпруга сестра си Рея, а останалите титани стават негови придворни.
Мотивът за конфликт между баща и син се повтаря, когато Кронос се конфронтира със сина си Зевс. Тъй като Кронос е предал баща си, той се бои, че потомството му ще направи същото и затова всеки път, когато Рея ражда, той грабва детето и го изяжда. Рея се противопоставя и го измамила, като скрила Зевс и увила в бебешко одеяло камък, който Кронос изял. Когато Зевс пораснал напълно, той напоил Кронос с напитка, която го накарала да повърне другите деца на Рея, включително Посейдон, Хадес, Хестия, Деметра и Хера, както и камъка, който през цялото това време се намирал в стомаха му. Тогава Зевс предизвикал Кронос на война за царството на боговете. Накрая, с помощта на циклопите (които Зевс освободил от Тартар), Зевс и неговите братя и сестри победили, докато Кронос и титаните били затворени в Тартар.
Зевс бил измъчван от същото безпокойство и след пророчество, че потомството на първата му съпруга, Метида, ще роди бог, „по-велик от него“, Зевс я погълнал.:с. 98 Тя обаче вече била бременна с Атина, която се родила от главата му напълно пораснала и облечена за война.:с. 108
Най-ранната гръцка мисъл смята теогониите за първичен поетичен жанр – митос – и им приписва почти магически сили. Орфей, архетипният поет, е и архетипният певец на теогонии, с които той успокоява морета и бури в Аргонавтика на Аполоний и трогва каменните сърца на боговете на подземния свят при слизането си в Хадес. Когато Хермес изобретява лирата в Омировия химн за Хермес, първото нещо, което прави, е да възпее раждането на боговете. Теогония на Хезиод е не само най-пълният запазен разказ за боговете, но и най-пълният запазен разказ за архаичния поет, с дългото му предварително обръщение към музите. На теогонията са посветени и много изгубени стихотворения, включително тези, приписвани на Орфей, Музей, Епименид, Абарис и други легендарни пророци, използвани в частни ритуални пречиствания и мистериални обреди. Има индикации, че Платон е бил запознат с някаква версия на орфическата теогония.:с. 147
Първите философи-космолози понякога отхвърлят, а понякога надграждат популярните митични концепции. Някои от тези популярни схващания могат да бъдат извлечени от поезията на Омир и Хезиод. При Омир Земята се разглежда като плосък диск, плаващ по река Океан, а над нея има полусферично небе със слънце, луна и звезди. Слънцето (Хелиос) кръстосва небесата с колесница и през нощта плава около Земята в златна купа. Слънцето, земята, небето, реките и ветровете могат да бъдат обект на молитви и да бъдат призовавани за свидетели при клетви. Естествените пукнатини в скалите са били смятани за входове към подземното царство на Хадес, царство на мъртвите.:с. 45

#### Гръцки пантеон
Според митологията на класическа Гърция след победата над титаните се утвърждава новият пантеон от богове и богини. Сред главните гръцки богове са олимпийците, обитаващи планината Олимп под погледа на Зевс. (Ограничаването на броя им до дванадесет изглежда е била сравнително модерна идея.):с. 8 Освен олимпийците, гърците почитат различни богове, свързани с природата: сатир-бог Пан, нимфи (духове на реките), наяди (които обитават извори), дриади (духове на дърветата), нереиди (които обитават морето), речни богове, сатири и други. Освен това съществуват тъмните сили на подземния свят, като например Ериниите (или Фурии), които преследват виновните за престъпления срещу кръвни роднини. За да почетат древногръцкия пантеон, поетите съставят Омировите химни (група от тридесет и три песни). Грегори Наги разглежда „по-големите Омирови химни просто като прелюдии (в сравнение с Теогонията), всяка от които призовава един бог.“:с. 54
Боговете от гръцката митология са описвани като притежаващи физически, но идеални тела. Според Уолтър Бъркърт, определящата характеристика на гръцкия антропоморфизъм е, че „гръцките богове са личности, а не абстракции, идеи или понятия“.:с. 182 Независимо от своите форми, древногръцките богове притежават много фантастични способности; най-важната е, че не се разболяват и че могат да бъдат ранени само при изключително необичайни обстоятелства. Гърците смятат безсмъртието за тяхна неотменна черта; то, както и неувяхващата им младост, се дължи на постоянната употреба на нектар и амброзия, чрез които божествената кръв се обновява във вените им.:с. 4
Всеки бог притежава собствено родословие, има различни интереси, определена експертиза и уникална индивидуалност. Тези му характеристики обаче имат множество архаични и локални варианти, които не винаги си съвпадат. Когато богът се споменава в стихове, молитва или ритуал, към него се обръщат по име и добавят епитети, които да го отличат от друго негово проявление (например, Аполон Мусагет е „Аполон, [като] водач на музите“). Епитетът може да се отнася до специфичен и локализиран аспект на бога, понякога смятан за древен още през класическата епоха.
Повечето богове са свързани със специфични страни на живота. Например, Афродита е богинята на любовта и красотата, Арес е богът на войната, Хадес – владетелят на подземния свят, а Атина –богинята на мъдростта и смелостта.:20ff Някои богове, като Аполон и Дионис, притежават сложна индивидуалност и изпълняват смесица от функции, докато други, като Хестия (буквално „огнище“) и Хелиос (буквално „слънце“), са само персонификации. Най-впечатляващите древногръцки храмове са посветени на ограничен брой богове, на които са посветени големи пан-елински култове. Въпреки това, обичайно е било отделни региони и села да имат свои собствени, второстепенни богове. Много градове почитат по-известните богове с необичайни местни обреди и свързват с тях странни митове, непознати другаде. През героичната епоха култът къч боговете се допълва от култа към героите (или полубоговете).

### Епоха на богове и смъртни
„Произходът на човечеството [е] приписван на различни фигури, включително Зевс и Прометей.“
Богове и смъртни живеят заедно между епохата, когато боговете живеят сами, и епохата с божествена намеса в човешките дела. Това са ранните дни на света, когато групите се смесват по-свободно, отколкото по-късно. Повечето от тези истории са разказани по-късно в Метаморфози на Овидий и често са разделени на две тематични групи: разкази за любовта и разкази за наказанието.:с. 38
Любовните истории често включват кръвосмешение, съблазняване или изнасилване от мъжки бог на смъртна жена, което води до потомство от герои. Митовете обикновено внушават, че връзките между богове и смъртни трябва да се избягват; дори връзките по взаимно съгласие рядко имат щастлив край.:с. 39 В някои случаи богиня се сношава със смъртен мъж, както в Омировия химн към Афродита, където богинята ражда Еней от Анхис.
Вторият тип разкази (за наказание) включва присвояването или изобретяването на някакъв важен културен артефакт, например когато Прометей краде огъня от боговете, или когато Тантал краде нектар и амброзия от трапезата на Зевс и ги дава на поданиците си, разкривайки им тайните на боговете. Други примери са когато Прометей или Ликаон изобретяват жертвоприношенията, когато Деметра преподава земеделие и мистерии на Триптолем или когато Марсий изобретява авлоса и участва в музикално състезание с Аполон. Иън Морис разглежда приключенията на Прометей като „период между историята на боговете и тази на човека“.:с. 291 Анонимен фрагмент от папирус от III век живо изобразява наказанието на Дионис над тракийския цар Ликург, който първоначално не го признава за нов бог; Дионис му вменява лудост и ужасяващи други наказания, дори в отвъдния живот.:с. 50 Историята за пристигането на Дионис в Тракия, за да установи култа си, е тема на Есхилова трилогия.:с. 28 В друга трагедия, Вакханките на Еврипид, царят на Тива, Пентей, е наказан от Дионис, защото е проявил неуважение към бога и е шпионирал неговите менади, жените поклоннички.:с. 291
В друга история, основана на стар народен мотив и повтаряща подобна тема, Деметра издирва дъщеря си Персефона, като приема формата на старицата Досо, и получава гостоприемство от Келей, първият цар на Елевсина. В благодарност за това Деметра планира да направи новородения му син Демофонт бог, но не успява, защото майка му Метанира влиза, вижда бебето в огъня и изкрещява от ужас, което разгневява Деметра.

### Героична епоха
Епохата, в която са живели героите, е известна като Героичната епоха. Епичната и генеалогичната поезия съдържат цикли от разкази, свързани с определени герои или събития, и установяват семейните връзки между различните герои; по този начин те се подреждат хронологично. Според Кен Даудън това „дори има ефект на сага: можем да проследим съдбите на някои семейства в последователни поколения.“:с. 11
След възхода на култа към героите, сакралната сфера бива населена с богове и герои и те биват призовавани заедно в клетви и молитви.:с. 205 Бъркърт отбелязва, че „списъкът с герои, отново за разлика от боговете, никога не получава фиксирана и окончателна форма. Велики богове вече не се раждат, но от армията на мъртвите винаги могат да бъдат издигнати нови герои.“ Друга важна разлика между култа към героите и култа към боговете е, че героят става център на локална групова идентичност.:с. 206
За начало на ерата на героите се считат монументалните подвизи на Херакъл. Към Героичната епоха се отнасят и други три велики събития: експедицията на Аргонавтите, Тиванският цикъл и Троянската война.:с. 340

#### Херакъл и Хераклидите
Някои учени смятат:с. 10, че зад сложната митология на Херакъл вероятно е стоял реален човек, може би племенен вожд-васал на царство Аргос. Някои учени предполагат, че историята за Херакъл е алегория на годишното преминаване на слънцето през дванадесетте съзвездия на Зодиака. Други посочват по-ранни митове на други култури, което прави историята за Херакъл локална адаптация на вече добре установени митове за герои. Традиционно се приема, че Херакъл е син на Зевс и Алкмена, внучка на Персей. Неговите фантастични самостоятелни подвизи с многобройни фолклорни теми са обект на много популярни легенди. Според Бъркърт, „Той е изобразен като жертвопринасящ, споменат е като основател на олтари и е представян като ненаситен в яденето; именно в тази си роля той се появява в комедията.
Въпреки че неговият край представлява трагедия, Талия Пападопулу разглежда пиесата Херакъл като „пиеса с голямо значение при изследването на другите Еврипидови драми“.:с. 211 В изкуството и литературата Херакъл се представя като неимоверно силен мъж със среден ръст; характерното му оръжие е лъкът, но често и тоягата. Рисунките върху керамика демонстрират несравнимата му популярност, като борбата му с Немейския лъв е изобразявана стотици пъти.:с. 211
Херакъл навлиза също в етруската и римската митология и култ, а възклицанието „мехеркуле“ става така познато на римляните. както е „Хераклеис“ за гърците.:с. 211 В Италия той е почитан като бог на търговците, въпреки че и други са му се молили за късмет или спасение от опасност.
Херакъл постига най-високия си социален престиж чрез определянето му за прародител на дорийските царе. Това вероятно е послужило като оправдание за дорийското преселение в Пелопонес. Хил, едноименният герой от една дорийска фила, е син на Херакъл и един от Хераклидите (многобройните потомци на Херакъл, особено потомците на Хил – други Хераклиди са Макария, Ламос, Манто, Бианор, Тлеполем и Телеф). Хераклидите завладяват пелопонеските царства Микена, Спарта и Аргос, като според легендата претендират за правото си чрез Херакъл. Лидийските, а по-късно и македонските царе, също стават Хераклиди като владетели от същия ранг.:с. 211
Други герои от това най-ранно поколение, като Персей, Девкалион, Тезей и Белерофонт, имат много общи черти с Херакъл. Подобно на него, техните подвизи са самотни, фантастични и граничещи с приказка, тъй като убиват чудовища като Химера и Медуза. Приключенията на Белерофонт са подобни на приключенията на Херакъл и Тезей. Изпращането на герой на предполагаемата му смърт също е повтаряща се тема в тази ранна героична традиция, например при Персей и Белерофонт.

#### Аргонавтите
Единственият оцелял елинистичен епос, Аргонавтика на Аполоний Родоски (епически поет, учен и директор на Александрийската библиотека), разказва мита за пътешествието на Язон и аргонавтите, за да вземат Златното руно от митичната Колхида. В „Аргонавтика“ Язон е изпратен на път от цар Пелий, който получава пророчество, че мъж с един сандал ще бъде неговата Немезида. Язон губи сандала си в река, пристига в двора на Пелий и епосът започва. Почти всеки член на следващото поколение герои придружава Язон на кораба Арго, за да вземе Златното руно. Това поколение включва още Тезей, който отива на Крит, за да убие Минотавъра; Аталанта, женската героиня, и Мелеагър, който някога е имал свой собствен епичен цикъл, съперничещ на „Илиада“ и „Одисея“. Пиндар, Аполоний Родоски и Библиотеката се стремят да дадат пълен списък на аргонавтите.
Въпреки че Аполоний пише поемата си през III век пр.н.е., композицията на историята за аргонавтите е по-стара от Одисея, което показва познаване на подвизите на Язон (странстването на Одисей може би е отчасти основано на него). В древността експедицията е била разглеждана като исторически факт, събитие, довело до отварянето на Черно море за гръцка търговия и колонизация. Освен това митът е изключително популярен и става основа на цикъл, към който се привързват редица местни легенди. По-специално, историята на Медея пленява въображението на трагичните поети.

#### Домът на Атрей и Тиванският цикъл
Между кораба „Арго“ и Троянската война е имало поколение, известно главно с ужасяващите си престъпления. Сред тях са тези на Атрей и Тиест в Аргос. Зад мита за дома на Атрей (една от двете главни героични династии заедно с дома на Лабдак) се крие проблемът за деволюцията на властта и за начина за постигане на суверенитет. Близнаците Атрей и Тиест, заедно с потомците си, играят водеща роля в трагедията на децентрализацията на властта в Микена.
Тиванският цикъл разглежда събития, свързани с Кадъм, основателя на Тива, а по-късно и с делата на Лай и Едип в града; поредица от истории, които водят до войната на Седмината срещу Тива и последвалото плячкосване на града от епигоните.:с. 317 (Не е известно дали Седмината са фигурирали в ранните епични поеми.) Що се отнася до Едип, ранните епични разкази изглежда го описват като продължаващ да управлява в Тива след разкритието, че Йокаста е негова майка, и впоследствие се жени за втора съпруга, която става майка на децата му. Това значително се различава от разказа, познат ни чрез трагедията (напр. Едип цар на Софокъл) и по-късните митологични разкази.:с. 311

#### Троянската война и след нея
Гръцката митология достига кулминацията си в Троянската война между Гърция и Троя, и нейните последици. В произведенията на Омир, например Илиада, главните сюжети вече са придобили форма и съдържание, а отделните теми са разработени по-късно, особено в гръцката драма. Троянската война предизвиква голям интерес и в римската култура поради историята на Еней, троянски герой, чието пристигане от Троя води до основаването на Рим, както се разказва в Енеида на Вергилий (Книга II от Енеида съдържа най-известното описание на плячкосването на Троя). Съществуват и две псевдохроники на латински, които са известни под имената Dictys Cretensis и Dares Phrygius.
Епическият цикъл е сборник от епични поеми, който започва със събитията, довели до войната: Ерида и златната ябълка, отсъждането на Парис, отвличането на Хубавата Елена, жертвоприношението на Ифигения в Авлида. За да си върнат Елена, гърците предприемат голяма експедиция под общото командване на брата на Менелай, Агамемнон, цар на Аргос, но троянците отказват да върнат Елена. Илиада, чието действие се развива през десетата година от войната, разказва за кавгата между Агамемнон и Ахил, най-добрият гръцки воин, и последвалата смърт в битка на неговия любим другар Патрокъл, както и на най-големия син на Приам, Хектор. След смъртта на Хектор към троянците се присъединяват Пентезилея, царица на амазонките, и Мемнон, цар на етиопците и син на богинята на зората Еос. Ахил убива и двамата, но Парис успява да убие Ахил със стрела в петата. Ахилесовата пета е единствената част от тялото му, уязвима за човешки оръжия. Преди да успеят да превземат Троя, гърците трябва да откраднат от цитаделата дървеното изображение на Атина Палада (Паладиум). Накрая, с помощта на Атина, гърците строят Троянския кон. Въпреки предупрежденията на Касандра, троянците са убедени от Синон, престорил се на гръцки дезертьор, да допуснат коня вътре в стените на Троя уж като жертвоприношение за Атина. Жрецът Лаокоон, който се опитал да унищожи коня, бил убит от морски змии. През нощта гръцкият флот се завърнал и скритите в коня гърци отворили портите на Троя. При последвалото пълно разграбване Приам и останалите му синове са изклани; троянските жени отведени в робство в Гърция. Приключенията при завръщането към родината на гърците (включително скитанията на Одисей и Еней („ Енеида “) и убийството на Агамемнон) са разказани в два епоса, „Завръщанията“ („изгубените Nostoi) и Одисея на Омир. Троянският цикъл включва и приключенията на децата от троянското поколение (напр. Орест и Телемах).
Троянската война се е превърнала в основен източник на вдъхновение за древногръцките художници (напр. метопите на Партенона, изобразяващи разграбването на Троя); това показва нейното голямо значение за древногръцката цивилизация. Същият митологичен цикъл е вдъхновил и поредица от по-късни европейски литературни произведения. Например, троянските средновековни европейски писатели, незапознати с Омир от първа ръка, откриват в троянската легенда богат източник на героични и романтични истории и удобна рамка, в която да впишат собствените си дворцови и рицарски идеали. Автори от XII век, като Беноа дьо Сент-Мор (Roman de Troie [Романът за Троя, 1154 – 60]) и Йосиф от Ексетър (De Bello Troiano [За Троянската война, 1183]), описват войната, като пренаписват стандартната версия, която намират в Dictys и Dares. Така те следват съвета на Хораций и примера на Вергилий: пренаписват поемата за Троя, вместо да разказват нещо съвсем ново.
Някои от по-известните герои, участвали в Троянската война, са:
От страна на троянците:
- Еней
- Хектор
- Парис

От гръцка страна:
- Аякс (те са двама)
- Ахил
- Цар Агамемнон
- Менелай
- Одисей
- Диомед

## Гръцка и римска гледна точки
Митологията е в основата на ежедневието в Древна Гърция.:с. 15 Гърците са считали митологията за част от историята. Те използват митовете, за да обяснят природни явления, културни различия, традиционни вражди и приятелства. Източник на гордост е да можеш да проследиш произхода на видните личности от някой митологичен герой или бог. Малцина са се съмнявали, че разказът за Троянската война в Илиада и Одисея са истина. Според Виктор Дейвис Хенсън, военен историк, колумнист, политически есеист и бивш професор по класически науки, и Джон Хийт, също професор по класика, гърците считат задълбоченото познаване на Омировия епос за основа на тяхната култура. Омир е „образованието на Гърция“ (на старогръцки: Ἑλλάδος παίδευσις), а неговата поезия е „Книгата“.

### Философия и мит
След възхода на философията, историята, прозата и рационализма в края на V век пр.н.е., ролята на мита става по-неясна и митологичните генеалогии отстъпват място на концепцията за историята, която се опитва да изключи свръхестественото (като например историята на Тукидид). Докато поети и драматурзи преработват митовете, гръцките историци и философи започват да ги критикуват.
Към VI век пр.н.е., няколко радикални философи вече започват да етикетират разказите на поетите като богохулни лъжи: Ксенофан от Колофон се оплаква, че Омир и Хезиод приписват на боговете „всичко, което е срамно и позорно сред хората; те крадат, прелюбодействат и се мамят един друг“:с. 169 – 170 Тази линия на разсъждения намира най-добър израз в „Държавата“ и „Закони“ на Платон. Платон създава свои собствени алегорични митове (като митът за Ер в Републиката), атакува традиционните разкази за боговете, техните хитрости, кражби и прелюбодеяния като неморални и възразява срещу централната им роля в литературата. Критиката на Платон е първото сериозно предизвикателство към Омировата митологична традиция; той нарича митовете „бабини деветини“. От своя страна, Аристотел критикува предсократическия квази-митичен философски подход и подчертава: „Хезиод и теологичните писатели са се интересували само от това, което им се е струвало правдоподобно, и не са имали уважение към нас... Но не си струва да приемаме сериозно писатели, които се перчат в митичен стил; що се отнася до тези, които продължават с твърденията си, ние трябва да ги подложим на кръстосан разпит.“
Въпреки това, дори Платон не успява съвсем да се дистанцира от влиянието на мита; неговата собствена характеристика на Сократ се основава на традиционните Омирови и трагични модели, които използва, за да възхвалява праведния живот на своя учител:
Хенсън и Хийт смятат, че отхвърлянето на Омировата традиция от Платон не е било прието благосклонно от обикновените хора. Старите митове се запазват живи в местните култове; те продължават да влияят на поезията и да дават основните теми за живописта и скулптурата.
През V век пр. н.е. трагикът Еврипид често подиграва старите традиции чрез своите герои и внася нотки на съмнение. И все пак темите на неговите пиеси са взети без изключение от митологията. Много от тези пиеси са написани в отговор на версия на същия или подобен мит, разработена от някой предшественик. Еврипид оспорва главно митовете за боговете и започва критиката си с възражение, подобно на това, изразено по-рано от Ксенократ: боговете, както са представяни традиционно, са твърде грубо антропоморфни.

### Елинистически и римски рационализъм
През елинистическия период митологията придобива престижа на елитарно знание, което маркира притежателите ѝ като принадлежащи към определена класа. В същото време скептичната тенденция от класическата епоха става още по-изразена.:с. 89 Гръцкият митограф Евхемер започва да търси действителна историческа основа за митични същества и събития. Въпреки че оригиналното му произведение (Sacred Scriptures, Свещени писания) е изгубено, за него се знае много от записите на Диодор и Лактанций.:с. 7
Рационализиращата херменевтика на мита става още по-популярна по време на Римската империя, благодарение на физикалните теории на стоическата и епикурейската философия. Стоиците представят обясненията на боговете и героите като физически явления, докато евхемеристите ги рационализират като исторически фигури. В същото време стоиците и неоплатонистите насърчават моралното значение на митологията. Чрез епикурейското си послание Тит Лукреций Кар се стреми да прогони суеверните страхове от умовете на своите съграждани.:xxvi Тит Ливий също е скептичен към митологичната традиция и твърди, че не възнамерява да осъжда подобни легенди (фабули).:с. 88 За римляните със силно и апологетично чувство за религиозна традиция е предизвикателство да я защитят, като същевременно признаят, че тя често е развъдник на суеверия. Антикварът Марк Теренций Варон, който разглежда религията като човешка институция с голямо значение за запазването на доброто в обществото, прави задълбочено проучване на произхода на религиозните култове. В своите Antiquitates Rerum Divinarum, (Човешки и божи древности в 41 книги, които не са оцелели, но За Божия град на Августин Блажени най-общо подсказва подхода) Варон твърди, че докато суеверният човек има страх от боговете, истински религиозният човек ги почита като родители.:xxvi Според Варон, в римското общество съществуват три разказа за божествата: митичният разказ, създаден от поетите за театър и забавление, гражданският разказ, използван от хората и от града за отдаване на почит, и естественият разказ, създаден от философите. Най-добрата държава е, според Варон, онази, където гражданската теология съчетава поетично-митичното описание с философското.
Римският учен Кота осмива както буквалното, така и алегоричното приемане на мита, като категорично заявява, че митовете нямат място във философията.:с. 87 Цицерон също гледа презрително като цяло на мита, но подобно на Варон, той категорично подкрепя държавната религия и нейните институции. Трудно е да се определи докъде се е разпростирал този рационализъм надолу по социалната стълбица.:с. 88 Цицерон твърди, че никой (дори бабите и децата) не е толкова глупав, че да повярва в ужасите на Хадес или в съществуването на Сцила, кентаврите или други съставни същества, но, от друга страна, другаде ораторът се оплаква от суеверния и лековерен характер на хората. „De Natura Deorum“ е най-изчерпателното обобщение на мисълта на Цицерон.:xxvii

### Синкретични тенденции
Древногръцките митове са вдъхновени от фолклорни изображения на олимпийските богове, както и от дорийските и йонийските божества и свързаните с тях народни приказки.
В древноримската епоха, чрез синкретизация на множество гръцки и други чуждестранни богове, се ражда нова римска митология. Това се е случило, защото римляните са имали малко собствена митология, а наследяването на гръцката митологична традиция е накарало главните римски богове да възприемат характеристиките на своите гръцки еквиваленти.:с. 88 Пример за това митологично припокриване са Зевс и Юпитер. В допълнение към комбинацията от двете митологични традиции, асоциацията на римляните с източните религии води до по-нататъшни синкретизации. Например, култът към Слънцето е въведен в Рим след успешните кампании на Аврелиан в Сирия. Азиатските божества Митра (тоест Слънцето) и Баал са обединени с Аполон и Хелиос в едно Непобедимо Слънце (Sol Invictus), със съставни ритуали и сложни атрибути. В религията Аполон може би все повече се отъждествява с Хелиос или дори с Дионис, но текстовете, преразказващи неговите митове, рядко отразяват подобни развития. Традиционната литературна митология все повече се откъсва от реалната религиозна практика. Почитането на Слънцето като специален защитник на императорите и империята остава главна имперска религия, докато не бива заменено от християнството.